# Scheloribates corpusculum
Scheloribates corpusculum är en kvalsterart som beskrevs av Bayartogtokh 2000. Scheloribates corpusculum ingår i släktet Scheloribates och familjen Scheloribatidae. Inga underarter finns listade i Catalogue of Life.